# Luis von Ahn
Luis von Ahn, né le 19 août 1978 à Guatemala, est un informaticien guatémaltèque et professeur assistant au département d'informatique de l'université Carnegie-Mellon (États-Unis). Ses travaux, qui portent sur les CAPTCHA et sur le calcul distribué à l'aide d'humains, lui ont valu une reconnaissance internationale et divers prix. Il reçoit notamment le MacArthur Fellowship (aussi appelé le genius award) en 2006,, le prix Grace Murray Hopper en 2011, et le prix New Faculty de Microsoft. Il est le créateur de Duolingo, système d'apprentissage gratuit de langues vivantes. 

## Biographie

### Formation
Von Ahn obtient une licence de mathématiques à l'Université Duke et un doctorat en informatique de l'Université Carnegie-Mellon. Professeur d'informatique il obtient le prix MacArthur Fellows.

### Carrière

#### Thèse
La thèse de doctorat de Von Ahn, publiée en 2005, est la première publication à utiliser le terme de « human computation » (que l'on pourrait traduire approximativement par « calcul à base d'humain ») et qui introduit des méthodes permettant de combiner la puissance de raisonnement humain à celle des ordinateurs pour résoudre des problèmes que ni humains ni machines ne peuvent résoudre seuls. Ce travail est le premier à reconnaître l'importance de la contribution des capacités computationnelles humaines en informatique. Les travaux de Von Ahn sont aussi les premiers à proposer des « jeux à objectifs » (Games With A Purpose, GWAP), qui sont des jeux joués par des humains afin de leur faire effectuer, en parallèle et comme effet secondaire, des calculs utiles. L'exemple le plus célèbre est le jeu ESP, un jeu en ligne dans lequel deux personnes appariées de manière aléatoires voient la même image en même temps, sans possibilité de dialoguer, et doivent tenter en temps limité de fournir une liste de termes qui décrivent l'image. Si les termes correspondent, ceux-ci sont supposés effectivement décrire l'image.

#### reCAPTCHA
En 2007, von Ahn développe reCAPTCHA, une nouvelle forme de CAPTCHA qui permet de numériser des livres. Dans reCAPTCHA, les images proposées à l'utilisateur viennent directement de vieux livres à numériser ; ce sont des mots que les systèmes de reconnaissance optique ne peuvent pas identifier, mais que les internautes sont susceptibles de pouvoir décrypter. Il revendra reCAPTCHA à Google en 2009.

#### Duolingo
En 2012, von Ahn fonde Duolingo avec Severin Hacker, une société offrant des services gratuits d'apprentissage des langues. Il en est le PDG depuis sa création.